# 栂村年宣
栂村 年宣（つがむら としのぶ、1977年2月27日 - ）は、日本の男性俳優、声優。
愛媛県出身。血液型 A型。身長 163cm。体重 53kg。

## 出演作品

### 舞台
- 劇団BQMAP
  - 「Re-」
  - 「R2〜Reading&Radio〜」大阪公演
  - 「バースデイ」
  - 「碧の幻燈」大阪公演
  - 「蓮杖日記〜カモンクロフネ ハイチーズ〜」
  - 「出雲贋桜伝」
  - 「バースデイ」愛知公演
  - 「太陽の砦」

- 客演
  - 2007年1月　ROUTE76プロデュース「誰の脳に鐘はなる」
  - 2007年7月　はらぺこペンギン第9回公演「朝食と組曲と二匹の猫」
  - 2009年4月　はらぺこペンギン第13回公演「闇の向こう側」
  - innerchild「数神from the Sea of Mathematics」
  - ククルカン「ナツメグ〜音楽ぐらい聴かせてよ」
  - 演劇ユニットsmokers「Play Your LIFE」
  - 世界名作劇場「タマゴよ、みな島になれると思うな」
  - 東京ハイビームvol.11『My Sweet Baby』(2017年5月、作,演出：吉村ゆう) -　一役
  - 東京ハイビーム・四谷天窓提携企画ロングラン公演『私を殺して...』(2017年7月 - 10月、脚本：イ・フンクック、脚色.演出：吉村ゆう) - 訪問者役（藤村直樹・キムセイル・深見亮介とクワトロキャスト）
  - 東京ハイビームvol.12『SHORT GUN THIRD SHOT』 オムニバス公演（2017年12月、作：鈴木アツト・鹿目由紀・清野拓人・中澤功・吉村ゆう、演出：吉村ゆう） - 『ムギちゃん、ハルちゃん、五万円』 店長役 / 『その扉は開けないで～Don't open the door～』アンカー役 / 『アニバーサリー』マスター役
  - 東京ハイビーム×ベニバラ兎団　合同企画 2～3月ロングラン公演「Selection Theater」(2018年2月)※「俺たちの旅路｣～サダオシリ-ズ～に出演。
  - 東京ハイビームvol.13『Welcome to パラダイス』（2018年8月、作・演出：吉村ゆう） - 菊ちゃん役
  - 東京ハイビームvol.14『SHORT GUN 4th SHOT』 オムニバス公演（2018年12月) - 『クズを殺す』長野桔平役/『聖なる夜の不純な奴ら』ソックス2役/『素敵な同居』オコル役
  - ☆東京ハイビーム＋日本放送作家協会60周年企画★ロングランシアター『私を殺して・・・』(2019年5月 - 7月、脚本：イ・フンクック/脚色・演出：吉村ゆう） - 訪問者 役（藤村直樹、鈴木つかさ、キム・セイル、イ・テガンと日替わり）
  - 東京ハイビームvol.16 東京ハイビーム10周年記念公演『SHORT GUN 5th SHOT』オムニバス公演(2020年4月) -
  - 娯楽版 蟹工船『立つる波』(2024年8月28日 - 9月1日、脚本：近藤輝一、演出：内田達也)[3]

他多数

### テレビドラマ
- 新空港占拠  最終話(2024年3月16日、日本テレビ) - 鈴木 役
- 潜入兄妹 特殊詐欺特命捜査官 第5話・第7話（2024年11月2日・16日、日本テレビ） - 110番受信担当警官 役[4]

### 映画
- オペレッタ狸御殿（2005年5月28日、監督：鈴木清順、日本ヘラルド映画・松竹）

### CM
- セイコーエプソンカラリオ
- NEC

### アニメ
2005年
- 蟲師（漁師）※第1期

2006年
- おねがいマイメロディ 〜くるくるシャッフル!〜（トナカイ）※シリーズ第2期

2008年
- おねがい♪マイメロディ きららっ★（星付きモグラ）※シリーズ第4期

### ゲーム
2003年
- 恐怖新聞【平成版】 怪奇! 心霊ファイル（木戸明良）

### その他
- インターネット放送「笑えるビジネス英語塾〜Get Three A Week!〜」